# RFL Championship 1903-04
La Northern Rugby Football Union Championship de 1903-04 fue la novena temporada del torneo de rugby league más importante de Inglaterra.

## Formato
El torneo se disputó con un formato de todos contra todos, en la que cada equipo enfrentó en condición de local y de visitante a cada uno de sus rivales.
El elenco que al finalizar la temporada obtuviera mayor cantidad de puntos, se coronó como campeón del torneo, mientras que las dos últimas posiciones descienden a la División 2 de la próxima temporada.
Se otorgaron 2 puntos por cada victoria, 1 por el empate y 0 por la derrota.

## Desarrollo

### Tabla de posiciones
| Pos. | Equipo                   | Encuentros | Encuentros | Encuentros | Encuentros | Tantos | Tantos | Puntos |
| Pos. | Equipo                   | PJ         | PG         | PE         | PP         | F      | C      | Puntos |
| ---- | ------------------------ | ---------- | ---------- | ---------- | ---------- | ------ | ------ | ------ |
| 1    | Bradford Park Avenue AFC | 34         | 25         | 2          | 7          | 303    | 96     | 52     |
| 2    | Salford                  | 34         | 25         | 2          | 7          | 366    | 108    | 52     |
| 3    | Broughton Rangers        | 34         | 21         | 4          | 9          | 306    | 142    | 46     |
| 4    | Hunslet FC               | 34         | 22         | 1          | 11         | 250    | 157    | 45     |
| 5    | Oldham RLFC              | 34         | 20         | 3          | 11         | 215    | 110    | 43     |
| 6    | Leeds                    | 34         | 19         | 5          | 10         | 211    | 145    | 43     |
| 7    | Warrington               | 34         | 17         | 3          | 14         | 214    | 153    | 37     |
| 8    | Hull Kingston Rovers     | 34         | 17         | 2          | 15         | 191    | 167    | 36     |
| 9    | Halifax RLFC             | 34         | 14         | 3          | 17         | 125    | 148    | 31     |
| 10   | Wigan                    | 34         | 11         | 6          | 17         | 177    | 174    | 28     |
| 11   | Swinton Lions            | 34         | 12         | 4          | 18         | 139    | 215    | 28     |
| 12   | Batley Bulldogs          | 34         | 12         | 3          | 19         | 139    | 241    | 27     |
| 13   | Hull                     | 34         | 12         | 3          | 19         | 148    | 258    | 27     |
| 14   | Widnes Vikings           | 34         | 11         | 5          | 18         | 126    | 243    | 27     |
| 15   | Leigh                    | 34         | 10         | 5          | 19         | 174    | 250    | 25     |
| 16   | Runcorn RFC              | 34         | 11         | 2          | 21         | 151    | 245    | 24     |
| 17   | Keighley Cougars         | 34         | 8          | 5          | 21         | 129    | 319    | 21     |
| 18   | Huddersfield             | 34         | 10         | 0          | 24         | 160    | 353    | 20     |

|  | Clasificado al desempate por el campeonato. |
|  | Descendido a la División 2.                 |

| 1904 | Bradford | 5 - 0 | Salford |  |  |

| Bandera de Inglaterra            |
| Campeón Bradford Park Avenue AFC |
| Primer título                    |